# Třída Towada
Třída Towada je třída zásobovacích tankerů japonských námořních sil sebeobrany. Celkem byly postaveny tři jednotky této třídy. Plavidla slouží k zásobování japonských eskortních uskupení palivem, municí a náhradními díly.

## Stavba
Stavba prototypové jednotky Towada byla objednána roku 1984 u loděnice Hitachi Zosen v Maizuru. Do služby byla loď přijata roku 1987, přičemž roku 1990 následovaly její dvě sesterské lodě Tokiwa a Hamana. Druhé plavidlo postavila loděnice Ishikawajima-Harima Heavy Industries v Tokiu, přičemž třetí postavila rovněž loděnice Hitachi Zosen.
Jednotky třídy Towada:
| Jméno            | Zahájení stavby  | Spuštěna        | Vstup do služby | Status  |
| ---------------- | ---------------- | --------------- | --------------- | ------- |
| Towada (AOE-422) | 17. dubna 1985   | 26. března 1986 | 24. března 1987 | aktivní |
| Tokiwa (AOE-423) | 12. května 1988  | 23. března 1989 | 12. března 1990 | aktivní |
| Hamana (AOE-424) | 8. července 1988 | 18. května 1989 | 29. března 1990 | aktivní |

## Konstrukce

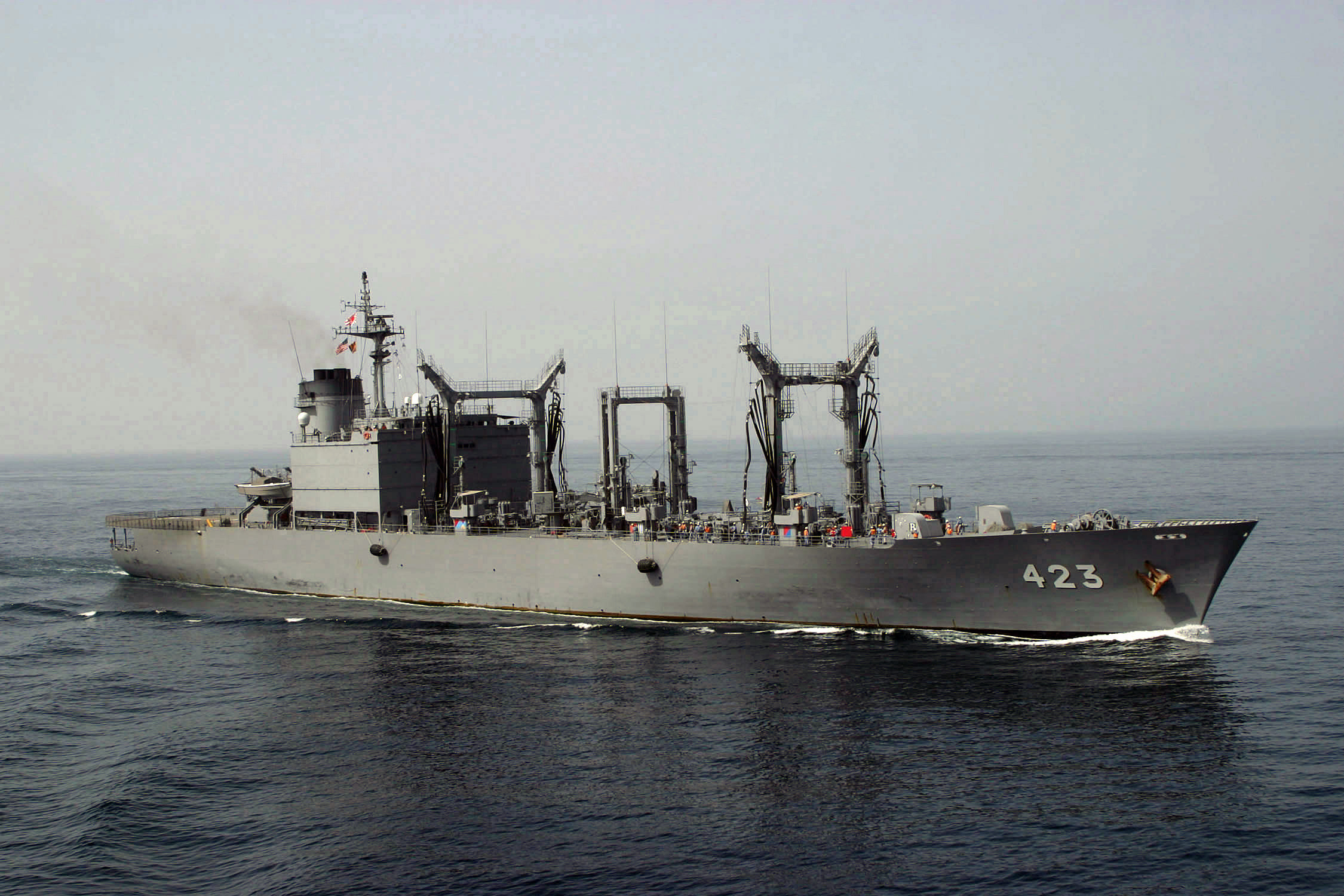
Tokiwa (AOE-423)

Plavidla jsou vybavena radarem OPS-18. Mají kapacitu 5700 tun nákladu, který je překládán pomocí dvou zásobovacích stanic na každém boku, z nichž jedna slouží pouze pro doplňování paliva a druhá pro palivo i pevné zásoby. Nenesou žádnou výzbroj. Na zádi se nachází přistávací plocha pro jeden vrtulník. Pohonný systém tvoří dva diesely Mitsui 16V42M-A, každý o výkonu 13 000 hp, pohánějící dva lodní šrouby. Nejvyšší rychlost je 22 uzlů. Dosah činil 10 500 nám. mil při 20 uzlech.